# Jocs Panafricans de 1978
Els Jocs Panafricans de 1978 van ser la tercera edició dels Jocs Panafricans i es van celebrar entre el 13 de juliol de 1978 i el 28 de juliol de 1978 a Alger, Algèria.

## Desenvolupament
L'equip egipci, que havia liderat el medaller en les dues edicions anteriors fou obligat a retornar a casa pel seu govern quan estava a mig camí després d'una baralla succeïda en el torneig de futbol. L'equip libi, després de perdre amb Egipte, atacà als jugadors egipcis. Els espectadors, armats amb barres de metall s'uniren als libis i la policia argelina no aturà la violència. El Primer Ministre egipci cridà de retorn els seus atletes immediatament.
Henry Rono, l'estrella kenyana que havia batut quatre rècords del món el 1978 guanyà els 10.000 metres i els 3.000 metres obstacles. Filbert Bayi tornà a guanyar els 1.500 metres.
En acabar els Jocs no se sabia quina seria la ciutat on s'organitzaria la pròxima edició, ja que cap ciutat s'havia ofert per a organitzar-los.

## Medaller
País amfitrió en negreta.
| Medaller dels Jocs Panafricans de 1978 | Medaller dels Jocs Panafricans de 1978 | Medaller dels Jocs Panafricans de 1978 | Medaller dels Jocs Panafricans de 1978 | Medaller dels Jocs Panafricans de 1978 | Medaller dels Jocs Panafricans de 1978 |
| -------------------------------------- | -------------------------------------- | -------------------------------------- | -------------------------------------- | -------------------------------------- | -------------------------------------- |
| Posició                                | País                                   | Or                                     | Argent                                 | Bronze                                 | Total                                  |
| 1                                      | Tunísia                                | 29                                     | 14                                     | 20                                     | 63                                     |
| 2                                      | Nigèria                                | 18                                     | 10                                     | 15                                     | 43                                     |
| 3                                      | Algèria                                | 16                                     | 19                                     | 23                                     | 58                                     |
| 4                                      | Kenya                                  | 11                                     | 8                                      | 8                                      | 27                                     |
| 5                                      | Marroc                                 | 7                                      | 8                                      | 11                                     | 26                                     |
| 6                                      | Ghana                                  | 4                                      | 4                                      | 7                                      | 15                                     |
| 7                                      | Líbia                                  | 4                                      | 3                                      | 5                                      | 12                                     |
| 8                                      | Senegal                                | 4                                      | 2                                      | 4                                      | 10                                     |
| 9                                      | Uganda                                 | 3                                      | 6                                      | 5                                      | 14                                     |
| 10                                     | Ivory Coast                            | 2                                      | 3                                      | 4                                      | 9                                      |
| 11                                     | Zàmbia                                 | 2                                      | 0                                      | 2                                      | 4                                      |
| 12                                     | Sudan                                  | 2                                      | 0                                      | 0                                      | 2                                      |
| 13                                     | Mali                                   | 1                                      | 1                                      | 0                                      | 2                                      |
| 14                                     | Txad                                   | 1                                      | 0                                      | 0                                      | 1                                      |
| 14                                     | Swazilàndia                            | 1                                      | 0                                      | 0                                      | 1                                      |
| 16                                     | Camerun                                | 0                                      | 4                                      | 4                                      | 8                                      |
| 17                                     | Togo                                   | 0                                      | 1                                      | 4                                      | 5                                      |
| 18                                     | Etiòpia                                | 0                                      | 1                                      | 2                                      | 3                                      |
| 19                                     | Alt Volta                              | 0                                      | 1                                      | 1                                      | 2                                      |
| 19                                     | Tanzània                               | 0                                      | 1                                      | 1                                      | 2                                      |
| 21                                     | Gabon                                  | 0                                      | 0                                      | 1                                      | 1                                      |
|                                        |                                        | 117                                    | 101                                    | 132                                    | 303                                    |

## Resultats

### Atletisme
El malià Namakoro Niaré guanyà el seu tercer títol, essent l'únic atleta en assolir la fita. Quatre atletes, dos homes i dues dones, guanyaren més d'una prova:
- El Kashief Hassan, Sudan (200 metres i 400 metres)
- Hannah Afriyie, Ghana (100 metres i 200 metres)
- Charlton Ehizuelen, Nigèria (salt de llargada i triple salt)
- Modupe Oshikoya, Nigèria (salt d'altura i salt de llargada)
- Nagui Asaad, d'Egipte guanyà se seva segona medalla d'or en llançament de pes, després de la de 1973 a Nigèria.

Algunes proves foren afegides al programa: decatló i pentatló, per homes i dones respectivament i els 20 km marxa.

### Futbol
El torneig de futbol fou guanyat per la nació amfitriona Algèria.
| Or      | Argent  | Bronze |
| Algèria | Nigèria | Ghana  |